# Disco dance
Disco dance – taniec dyskotekowy, modny w latach 70. Zaliczany do kategorii tańca sportowego. Taniec charakteryzuje się m.in. szybkim tempem oraz energicznymi wymachami nóg, szpagatami oraz figurami akrobatycznymi.
Podkategorie disco dance:
- DDF (Disco Dance Freestyle): dozwolone są figury akrobatyczne,
- DD (Disco Dance): figury akrobatyczne są zabronione,
- Show Dance: oprócz tańca wskazana jest gra aktorska.

Polską organizacją zrzeszającą kluby sportowe uprawiające dyscyplinę tańca sportowego jest PZTSport (Polski Związek Tańca Sportowego). Od 2003 PZTSport jest członkiem międzynarodowej organizacji International Dance Federation (IDF) i bierze czynny udział w międzynarodowej rywalizacji sportowej pod nazwą Polish Dance Sport Union lub Union Polonaise de la Dance Sportive.
Najważniejszą organizacją dla tańca disco dance PZTF (Polski Związek Tańca Freestyle) działający z IDO (International Dance Organizations) Te dwie organizacje zrzeszają najlepszych tancerzy w Polsce i na świecie, nie tylko w dziedzinie tańca disco dance.